# Muzz Skillings
Pour les articles homonymes, voir Skillings.
Muzz Skillings, né le 6 janvier 1960 dans le Queens est un auteur-compositeur-interprète américain, ancien bassiste du groupe Living Colour.

## Biographie
Bassiste et co-auteurs de plusieurs chansons de l'album Vivid, double disque de platine par RIAA, Grammy Awards de la meilleure performance rock pour le titre Cult of personality et qui fait partie des 1001 Albums You Must Hear Before You Die ainsi que de Time's up (Grammy Awards, 1990) et de Biscuits (EP) (en), Muzz Skillings quitte le groupe en 1992 en raison de divergences musicales et le désir de se lancer dans une carrière solo mais reste en bons termes avec ses membres comme en témoignent ses réapparitions occasionnelles lors des tournées du groupe. 
Depuis 1992, il est le chanteur du groupe Medicine Stick dont il compose les chansons et joue de la guitare électrique. Il joue aussi depuis 1997 avec le groupe The Blue Mockingbirds et apparait sur l'album In Colours en 2001

## Discographie
Avec Living Colour
- Vivid (1988)
- Time's Up (1990)
- Biscuits (EP) (1991)
- Pride (1995)
- Live from CBGB's (2005) (enregistré le 19 décembre 1989)